# Cantenay-Épinard

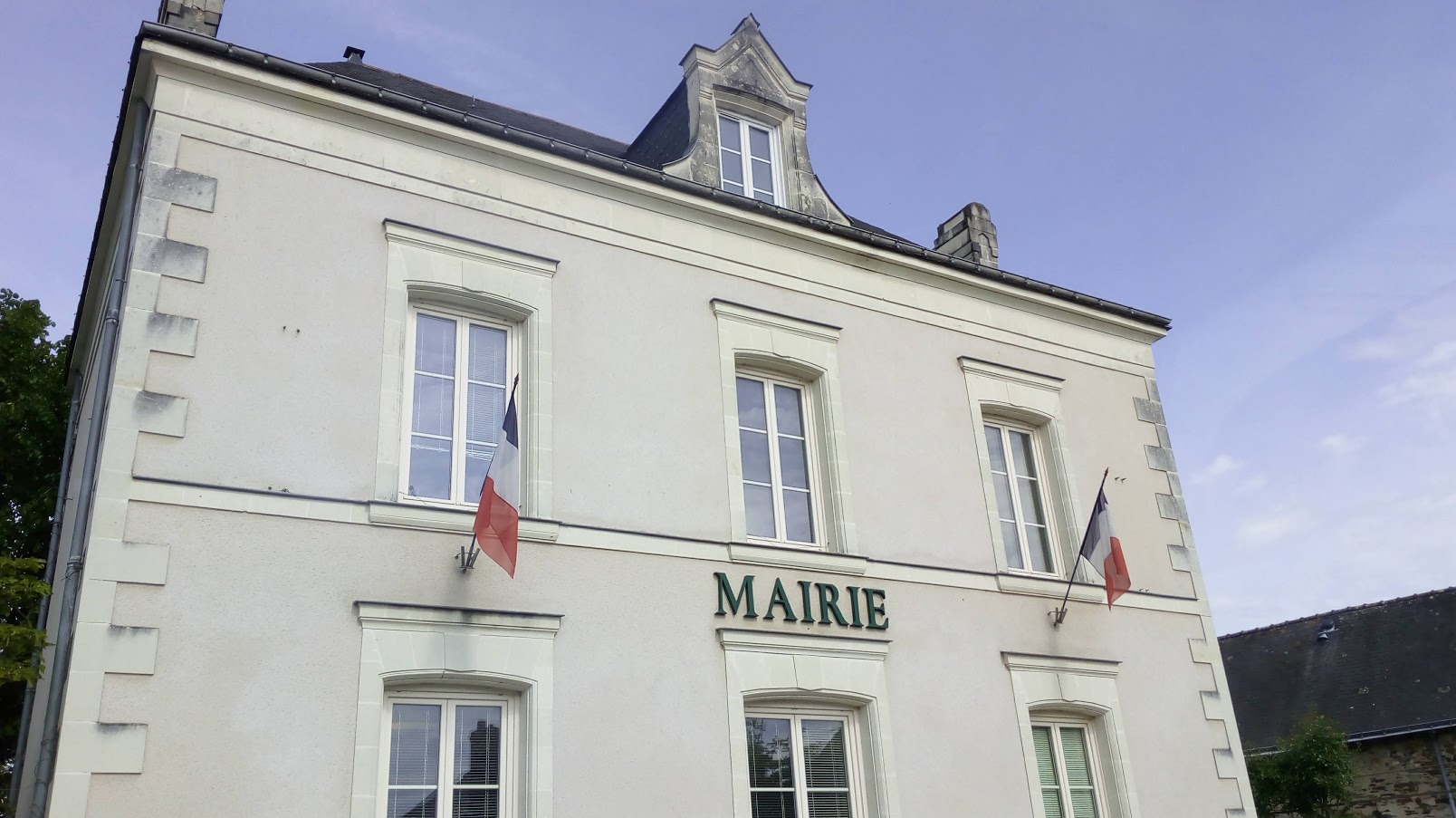
Mairie in Cantenay-Épinard

Cantenay-Épinard ist eine französische Gemeinde mit 2397 Einwohnern (Stand: 1. Januar 2022) im Département Maine-et-Loire in der Region Pays de la Loire. Cantenay-Épinard gehört zum Arrondissement Angers und zum Kanton Angers-5. Die Einwohner werden Cantenaisien(ne)s genannt.

## Geographie
Cantenay-Épinard liegt etwa sieben Kilometer nordnordwestlich von Angers an der Mayenne. Umgeben wird Cantenay-Épinard von den Nachbargemeinden Soulaire-et-Bourg im Norden, Écouflant im Osten, Angers im Süden, Avrillé im Südwesten, Montreuil-Juigné im Westen sowie Feneu im Nordwesten.

## Bevölkerungsentwicklung
| 1962 | 1968 | 1975 | 1982 | 1990 | 1999 | 2006 | 2012 | 2018 |
| ---- | ---- | ---- | ---- | ---- | ---- | ---- | ---- | ---- |
| 688  | 813  | 1177 | 1374 | 1632 | 1865 | 1964 | 2047 | 2317 |

## Sehenswürdigkeiten
- Kirche Saint-Hilaire
- Grabkreuz auf dem Friedhof, Monument historique seit 1964[1]

Siehe auch: Liste der Monuments historiques in Cantenay-Épinard